# Erebia plutonides
Erebia plutonides är en fjärilsart som beskrevs av Hans Fruhstorfer 1918. Erebia plutonides ingår i släktet Erebia och familjen praktfjärilar. Inga underarter finns listade i Catalogue of Life.